# Johan Flodin
Lars-Johan Martin Flodin, född 29 juli 1967 i Mölndal, är en svensk före detta aktiv tävlingsroddare och roddtränare. Han är uppvuxen i Strömstad.
Flodin rodde för Sverige i de olympiska sommarspelen i Atlanta 1996 och kom på sjätte plats i klassen scullerfyra tillsammans med Pontus Ek, Henrik Nilsson och Fredrik Hultén. Flodin har även placerat sig tvåa i klassen lättviktsfyrsculler vid världsmästerskapen i Wien i Österrike 1991 och i Montréal, Kanada, 1992. Vid dessa båda tillfällen bestod besättningen även av Joakim Brischewski, Bo Ekros, och Per Lundberg. Under Flodins tid som aktiv tävlingsroddare leddes landslaget av Thor Nielsen.
Under många år var Flodin ansvarig för roddgymnasiet, en linje med riksintag vid Strömstad gymnasium.
Flodin coachade OS-roddaren Frida Svensson (roddare) till flera medaljer i internationella mästerskap.
2013 värvades Flodin till huvudtränare för norska landslaget i rodd, där bland annat olympiska guldmedaljören Olaf Tufte ingick.Under denna period har norska landslaget haft framgångar med ett trettiotal medaljer på OS och VM. 2016 utsågs han till årets idrottstränare i Norge efter att ha fört norska roddlandslaget till två medaljer vid OS i Rio de Janeiro.  Olaf Tufte och Kjetil Borch tog då brons i dubbelskuller samt Are Strandli och Kristoffer Brun plockade medalj i samma valör i lättviktsdubbelskuller.  Hans ledarskap lade grunden för 30 mästerskapsmedaljer för norska roddlandslaget. Tufte beskrev Flodin som ”en fantastisk tränare” och Strandli honom som ”en magisk och fantastisk fyr”.
Flodin arbetar nu som sport- och utvecklingschef på Svenska Olympiska kommittén.